# Милета Виторовић
Милета Виторовић (Шепшин, 11. октобар 1920 — Нови Сад, 30. јул 1991) био је српски и југословенски сликар и предавач.

## Биографија
Завршио је Уметничку школу у Београду 1939. Дипломирао је на Академији ликовних уметности 1952. На државној уметничкој академији у Ослу се усавршавао се за рад у графици, као стипендиста норвешке владе.
Био је члан УЛУС-а од 1958, као и СУЛУВ-а и Графичког колектива.
Одржао је самосталне изложбе у градовима: Рудник (1941), Сомбор (1958, 1964, 1965, 1967, 1971, 1975), Осло и Трондхајм (1965), Зрењанин (1965), Београд (1966, 1970, 1974), Младеновац (1967, 1970), Нови Сад (1968, 1971, 1973, 1974, 1975), Ниш (1969), Топола (1971), Кула (1975).
Учествовао је на преко 80 групних изложби у земљи и иностранству.
Пропутовао је Монголију; током путовања је направио низ ликовних радова који су објављени у публикацији Галерије ликовне уметности у Новом Саду 1974.
Дуже време је живео и радио у Сомбору а потом у Новом Саду.

## Одликовања
- Партизанска споменица 1941.[2]
- Орден заслуга за народ са сребрном звездом[2]
- Орден заслуга за народ са сребрним зрацима[2]
- Орден братства и једнства са сребрним венцем[2]
- Орден за храброст[2]